# Oskar Pausch
Oskar Pausch (* 24. Mai 1937 in St. Pölten; † 15. Mai 2013 in Wien) war ein österreichischer Germanist, Theaterwissenschaftler, Bibliothekar sowie Direktor des Österreichischen Theatermuseums.

## Leben
Oskar Pausch wuchs in der Steiermark auf und studierte an der Universität Wien Germanistik und Psychologie. Außerdem absolvierte er eine Ausbildung zum Siebdrucker. Pausch habilitierte sich 1974 am Fachbereich Altgermanistik. Von 1969 bis 1979 leitete er die Bibliothek des Instituts für österreichische Geschichtsforschung. Von 1979 bis 1997 war er Direktor des Österreichischen Theatermuseums. Von 1988 bis 1992 war er Präsident der Societé internationale des Bibliothèques et des Musées des Arts du Spectacle (SIBMAS). Er befasste sich primär mit Kulturgeschichte und Quellenforschung und gab diverse Studien und Ausstellungskataloge heraus.

## Auszeichnungen
- 1972: Kardinal-Innitzer-Förderungspreis für Geisteswissenschaften
- 1977: Wissenschaftspreis des Landes Niederösterreich (Förderungspreis)
- 1997: Großes Ehrenzeichen der Republik Österreich[1]

## Schriften
- als Hrsg.: Ein Zwettler ‘Geiertraktat’ aus dem 13. Jahrhundert. In: Gundolf Keil (Hrsg.): „gelêrter der arzenîe, ouch apotêker“. Beiträge zur Wissenschaftsgeschichte. Festschrift Willem F. Daems. Pattensen/Hannover 1982 (= Würzburger medizinhistorische Forschungen. Band 24), ISBN 3-921456-35-5, S. 425–442.
- Geheimnis der Schöpfung. Die Autographensammlung Stefan Zweigs im Österreichischen TheaterMuseum, 1995, ISBN 3-205-98366-1
- Rebellakatzenthier und Artilleriehund. Die Affäre Adele Sandrocks mit Alexander Roda 1900/1901; mit einer Edition sämtlicher Korrespondenzen, 2001, ISBN 3-205-99364-0
- Imperator – Kaiser – Cyesars. Die dreisprachigen Vokabulare für Ladislaus Postumus und Maximilian I., 2004, ISBN 3-7001-3294-8